# 三村竜介
三村 竜介（みむら りゅうすけ、1956年 - ）は、日本の小説家。秋田県出身。官能小説や美少女ノベルを主に執筆する。早稲田大学第二文学部日本文学科卒業。様々な業種を経て作家に。

## 作品リスト
勁文社 グリーンドア文庫
- 新妻教師嬲る（1988）
- 兄嫁の匂い（1988）
- 兄嫁・調教（1989）
- 兄嫁の雫（1989）
- 淫惑の兄嫁（1990）
- 兄嫁の濡密（1990）
- 若妻の媚唇（1991）
- 兄嫁の下着（1991）
- 若妻 恥戯の蜜（1992）
- 新妻 背徳の淫戯（1992）
- 若妻 秘唇の告白 童貞ハンター 1（1992）
- 人妻教師 秘蜜授業 童貞ハンター 2（1993）
- 淫ら少女 危ない悪戲（1993）
- 女子大生 秘蜜講義（1993）
- 恥戲講座 女子大生と若妻（1993）
- 若牝 秘唇の挑発（1994）
- 美少女 恥戯体験（1994）
- 美少女 剥かれた下着（1994）
- 若牝 女芯の吐息（1994）
- 若妻 背徳の蜜（1995）
- 美唇　淫蜜のざわめき（1995）
- 美少女下着の中身（1996）
- 美少女感じる初体験（1996）
- 美人妻下着の秘奥（1997）
- 女教師Ｍの下着（1997）
- 若妻生蜜の誘惑（1998）
- 若妻濡蜜の相姦図（1998）
- 淫交塾講師相姦遊戯（1999）
- 熟れ妻美肉狩り（1999）
- 禁断の美少女体験（1999）
- 義妹の白い甘肌（2000）
- 美処女汚辱の肛華（2000）
- 美処女隷辱の華蜜（2001）
- 淫交相談室秘蜜の告白（2001）

コスミック出版 JUICY NOVEL
- 兄嫁の白い下着（1989）

徳間オリオン オリオン文庫
- 肌合わせ（1994）

夜想舎 ナイトロマン文庫
- 兄嫁淫蜜に濡れた下着（1994）
- 制服淫女 花蜜の薫り（1995）
- 若妻脱ぎたて生下着（1996）
- 人妻痴情の試着室（1996）

桃園書房 桃園文庫
- 制服の愛人（1996）

青樹社 Big Books
- 女医〈不倫クリニック〉（1997）

幻冬舎 幻冬舎アウトロー文庫
- 青い檸檬（2005）